# Agrupació Esportiva Son Sardina (femení)
L'Agrupació Esportiva Son Sardina és un equip de futbol femení de la barriada de Son Sardina, nucli perifèric del municipi de Palma (Mallorca, Illes Balears), fundat el 2006. És la secció femenina del club homònim. Juga a la Segona Divisió femenina de futbol d'Espanya, tercer nivell del futbol femení espanyol.

## Història
La temporada 2006-07 es va fundar la secció de futbol femení i el seu equip va començar a competir a la Lliga Regional de Mallorca, la categoria més baixa del futbol femení a Mallorca. Més endavant, amb la creació de la Lliga Autonòmica la temporada 2009-10 l'equip va ser reubicat a la nova categoria.
A la categoria autonòmica els resultats esportius anaren millorant fins que a la temporada 2013-14 l'equip va quedar campió i va ascendir a la Segona divisió estatal. Des de llavors ha jugat en aquesta categoria fins a l'actualitat.

### Classificacions en Lliga
| - 2006-07: Lliga Regional (18è) - 2007-08: Lliga Regional (9è) - 2008-09: Lliga Regional (8è) - 2009-10: Lliga Autonòmica (10è) | - 2010-11: Lliga Autonòmica (6è) - 2011-12: Lliga Autonòmica (2n) - 2012-13: Lliga Autonòmica (3r) - 2013-14: Lliga Autonòmica (1r) | - 2014-15: Segona Divisió, Grup 3 (9è) - 2015-16: Segona Divisió, Grup 3 (7è) - 2016-17: Segona Divisió, Grup 3 (5è) - 2017-18: Segona Divisió, Grup 3 (8è) | - 2018-19: Segona Divisió, Grup 3 (11è) - 2019-20: Primera Nacional, Grup 3 (3r) - 2020-21: Primera Nacional, Grup 3 |

 - Campionat de lliga 

 - Ascens 

 - Descens

## Uniforme
- Uniforme titular: samarreta groga, calçons negres, calces grogues.
- Uniforme alternatiu: samarreta blanca, calçons negres, calces grogues.[3]

## Estadi
L'equip juga els seus partits al Camp Municipal de Son Sardina de Palma. El terreny de joc és de gespa artificial i té unes dimensions de 92 x 45 metres.

## Dades del club
- Temporades a Primera nacional (abans Segona divisió) (7): 2014-15 a 2020-21
- Temporades a Lliga autonòmica (5): 2009-2010 a 2013-14
- Temporades a Lliga regional (3): 2006-07 a 2008-09